# Lorsque le monde parlait arabe

Lorsque le monde parlait arabe est un film documentaire conçu et écrit par Mahmoud Hussein, réalisé par Philippe Calderon en 2001.
Le film relate l'histoire des arabes, leurs cultures, sciences et le rôle de l'islam religion unificatrice des tribus jusqu'à la naissance et le développement de l'empire, puis du rôle qu’ont joué les khalifes et les scientifiques pour traduire et développer les sciences grecques et romaines. Le film se termine par une interrogation pourquoi le monde arabo-musulman n'a pas su se renouveler ?